# 武藤与志則
武藤 与志則（むとう よしのり、1962年5月24日 - ）は、日本の俳優、声優。劇団昴所属。神奈川県海老名市出身。神奈川県立大和高等学校卒業。

## 出演

### 舞台
- 父親の肖像（1988年） - 刑事C[2]
- あなたの知らなかった夕張（テツジ）
- 怒りの葡萄
- エデンの東
- King&Me
- クリスマスキャロル
- The Fantasticks
- 修道女
- 世阿弥
- 父をめぐる旅路
- 椿姫
- 春のめざめ
- 東村山市民朗読講座「セロ弾きのゴーシュ（楽長）*2010年3月
- 東村山市民朗読講座「夕張-炭坑街の記憶」※2010年10月
- 雰囲気のある死体

### テレビアニメ
- AIR（痩せた男）
- 英國戀物語エマ（ポール、店主、御者、駅員）
- おかしなガムボール（パパ（リチャード・ワタソン））
- キノの旅 -the Beautiful World-（老人B）
- 仰天人間バトシーラー（エビスーマン/エンマスク）
- KURAU Phantom Memory（男1）
- 攻殻機動隊 S.A.C. 2nd GIG（高倉官房長官）
- JINKI:EXTEND（首脳C）
- スーパーマン（ハミルトン教授）
- スター・ウォーズ クローン大戦
- 精霊の守り人（行商人）
- チャンス〜トライアングルセッション〜（医者）
- 人間交差点（プロデューサー）
- モブサイコ100（モブの父）

### 劇場アニメ
- キノの旅 何かをするために -life goes on.-（火薬屋）

### OVA
- MASTERキートン（アスコット）※第31話

### 吹き替え
- アルナーチャラム 踊るスーパースター（アンマイヤッパン〈ラヴィチャンドラン〉）
- ER緊急救命室
- ER緊急救命室
  - シーズンⅨ #15（オーナー〈クリス・マーズ〉）
  - シーズンⅩ #11（ラリー・ブロディ〈スキップ・オブライエン〉）、#22（テクニシャン〈スチュアート・マクリーン〉）
  - シーズンⅩⅡ #4（オーエンズ〈マイケル・パトリック・マッギル〉）
- ナイト・オブ・ゴッド
- パワーレンジャー・ターボ（ミスター・グー）
- スターゲイトSG-1（ビル・リー博士、チェホフ大佐（ゲイリー・チョーク））
- スターゲイト アトランティス（ビル・リー博士）